# Erdinger
Az Erdinger egy német sörmárka és sörgyár, mely az Erdinger nevet viselő búzasörökről híres világszerte. A sörgyár hivatalos elnevezése: Privatbrauerei Erdinger Weißbräu Werner Brombach GmbH azonban a legtöbbször csak röviden Erdinger Weißbräu-ként említik. 1,5 millió hektoliteres éves termelésével a világ legnagyobb búzasörgyártója és Németország egyik legnagyobb magántulajdonban lévő sörgyára. Az Erdinger sör mára a világ több mint 70 országába kerül exportálásra, licenc alapján nem gyártják.

## Történet
A sörfőzdét 1886-ban Johann Kienle alapította szülővárosában a bajorországi Erdingben, nem messze Münchentől, azonban néhány évvel később 1890-ben a müncheni Stadlmaier család tulajdonába került. 1930-ban felvásárolta a hildesheimi F.W. Otto AG, majd 1935-től a korábbi ügyvezető, és a későbbi sikerek alapjait megteremtő Franz Brombach tulajdonába került. Az éves termelés volumene ekkor még mindössze 2500 hektoliter, ami jelentéktelennek tűnhet összehasonlítva a mai napi 8100 hektoliteres kapacitással.
A sörfőzde 1949-ben veszi fel újra az Erdinger Weißbräu nevet, 1950-re pedig termelési kapacitása eléri már az óránkénti 6000 palackot, aminek köszönhetően az éves kibocsátás 6586 hektoliter lesz. 1965-re a termelés ötszörösére bővül, hogy az akkori tulajdonos Werner Brombach már évi 40 000 hektoliterrel büszkélkedhessen. 1971-ben kezdődik az a marketing kampány, amelynek sikerül az Erdinger Weißbier márkát a „tradicionális bajor specialitás” és a „magas minőségi sztenderdek” képekkel összekötni.
Az 1980-as évek elejére befejeződő beruházásoknak köszönhetően a palackozóüzem kapacitása eléri az óránkénti 72 000 palackot, 1983-ban pedig átadják az új sörgyárat, amivel az éves termelés volumene 600 000 hektoliterre bővül. 1989-re a palackozó még tovább bővül (110 000 palack per óra) és elkészül a számítógépvezérelt 80 000 hektoliteres kapacitású raktár. Az értékesítés 1990-ben lépi át először az évi 1 millió hektolitert.
1999 óta a sörgyár megjelent és aktív tevékenységet folytat az interneten is. Az 1995-ben alapított Erdinger Fan Club tagjainak száma mára világszerte meghaladja 80 ezret, köztük olyan hírességekkel mint Franz Beckenbauer, Mario Basler, Gerd Rubenbauer, Jens Weißflog vagy Lothar Matthäus. A 2000-ben átadott látogató központtal pedig egyre nagyobb lett a gyárlátogatások és sörkostolók szerepe a PR tevékenységben.

## Termékek
- Erdinger Weißbier Mit feiner Hefe (alk. 5,3% és 12,4°) - szűretlen búzasör
- Erdinger Weißbier Dunkel (alk. 5,6% és 12,9°) - szűretlen barna búzasör
- Erdinger Weißbier Kristallklar (alk. 5,3% és 12,4°) - szűrt búzasör
- Erdinger Weißbier Alkoholfrei (alk. 0,4% és 12,4°) - alkoholmentes búzasör
- Erdinger Weißbier Leicht (alk. 2,9% és 7,8°) - csökkentett alkohol- és kalóriatartalmú búzasör
- Erdinger Pikantus (alk. 7,3% és 16,9°) - erős bajor búzasörspecialitás
- Erdinger Schneeweiße (alk. 5,6% és 12,9°) - szezonális búzasörspecialitás (csak november és február között)
- Erdinger Festweiße(5,7%) - szezonális búzasörspecialitás (csak az őszi sörfesztiválokra)
- Erdinger Urweiße (alk. 5,2%) - a legújabb barna búzasörspecialitás
- Erdinger Champ (alk. 4,7% és 11,5°) - kisméretű üvegben forgalomba hozott közvetlenül üvegből is iható búzasör